# Ludovico Carminati di Brembilla
Ludovico Carminati di Brembilla (XV secolo – 1514) è stato un nobile italiano, feudatario di San Giovanni in Croce e marito di Cecilia Gallerani, la donna ritratta da Leonardo da Vinci nella Dama con l'ermellino.

## Biografia

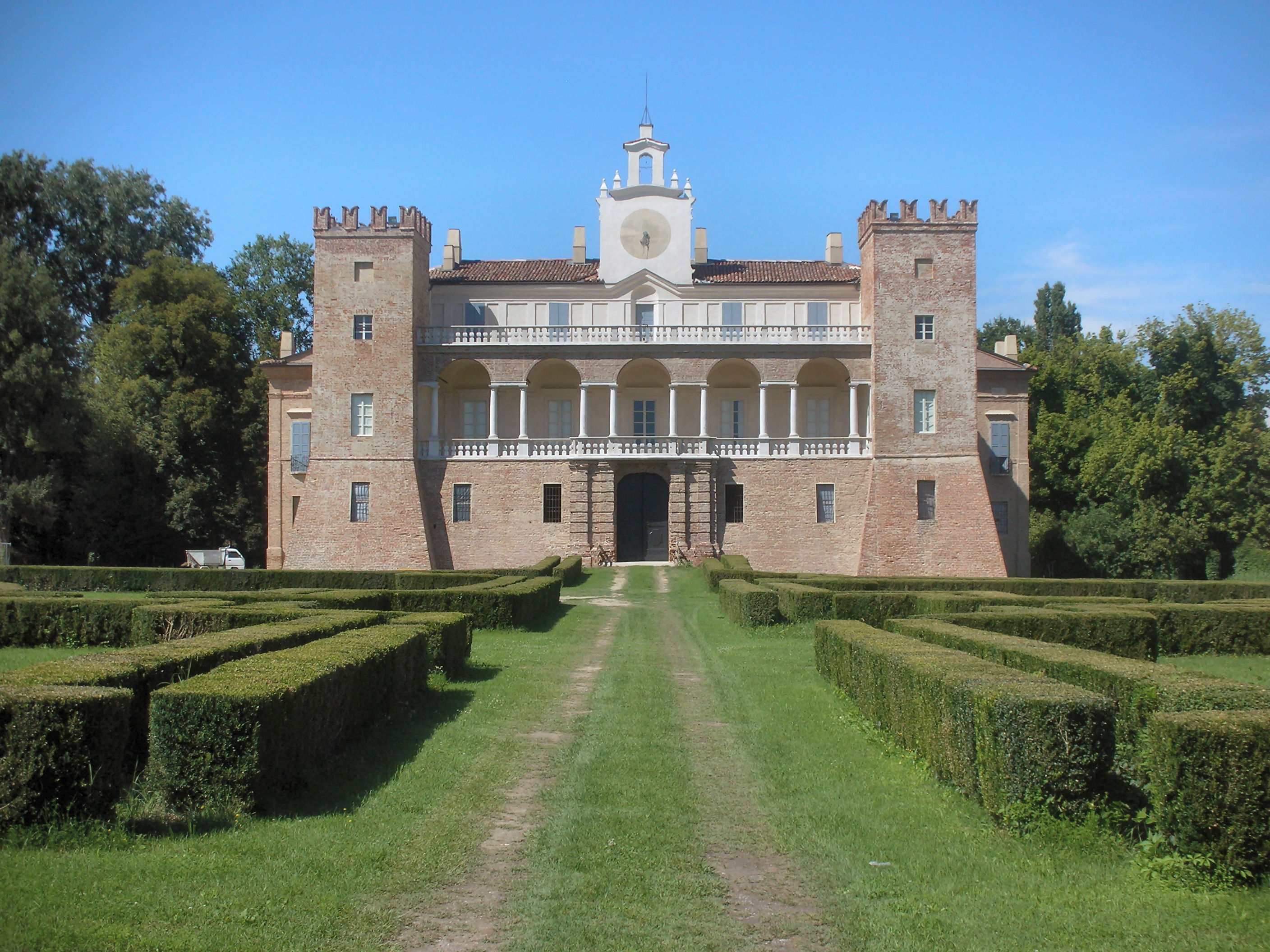
Villa Medici del Vascello a San Giovanni in Croce, un tempo residenza di Ludovico Carminati di Brembilla

Ludovico Carminati di Brembilla era figlio di Giovan Pietro Carminati di Brembilla, detto "il Bergamino" e figlio di Venturino Carminati di Brembilla, anch'egli detto "il Bergamino", ed apparteneva ad una delle più note famiglie della Val Brembilla. La sua famiglia era per tradizione al servizio del Ducato di Milano e dopo le rivolte contro la Repubblica di Venezia, come tutti i brembillesi, anche i Carminati avevano dovuto abbandonare la loro valle il 19 gennaio 1443.
Suo padre ebbe successo alla corte degli Sforza e venne considerato un uomo di grande fiducia dal duca Ludovico Sforza, detto "il Moro", tanto che permise al giovane Ludovico, appunto, di sposare nel 1492 la sua amante da lunghi anni, Cecilia Gallerani. In seguito lo stesso Ludovico fu un condottiero al servizio del Moro.
Vincenzo Calmeta, segretario di Beatrice d'Este, lo descrive come un "giovane bello e ricco, con tanta dote e con tanti presenti che a qual si voglia gran baronessa sariano bastati", lodando in ciò la generosità del Moro, che aveva voluto in questo modo "dar parte di ricompensa a Cecilia della persa virginità".

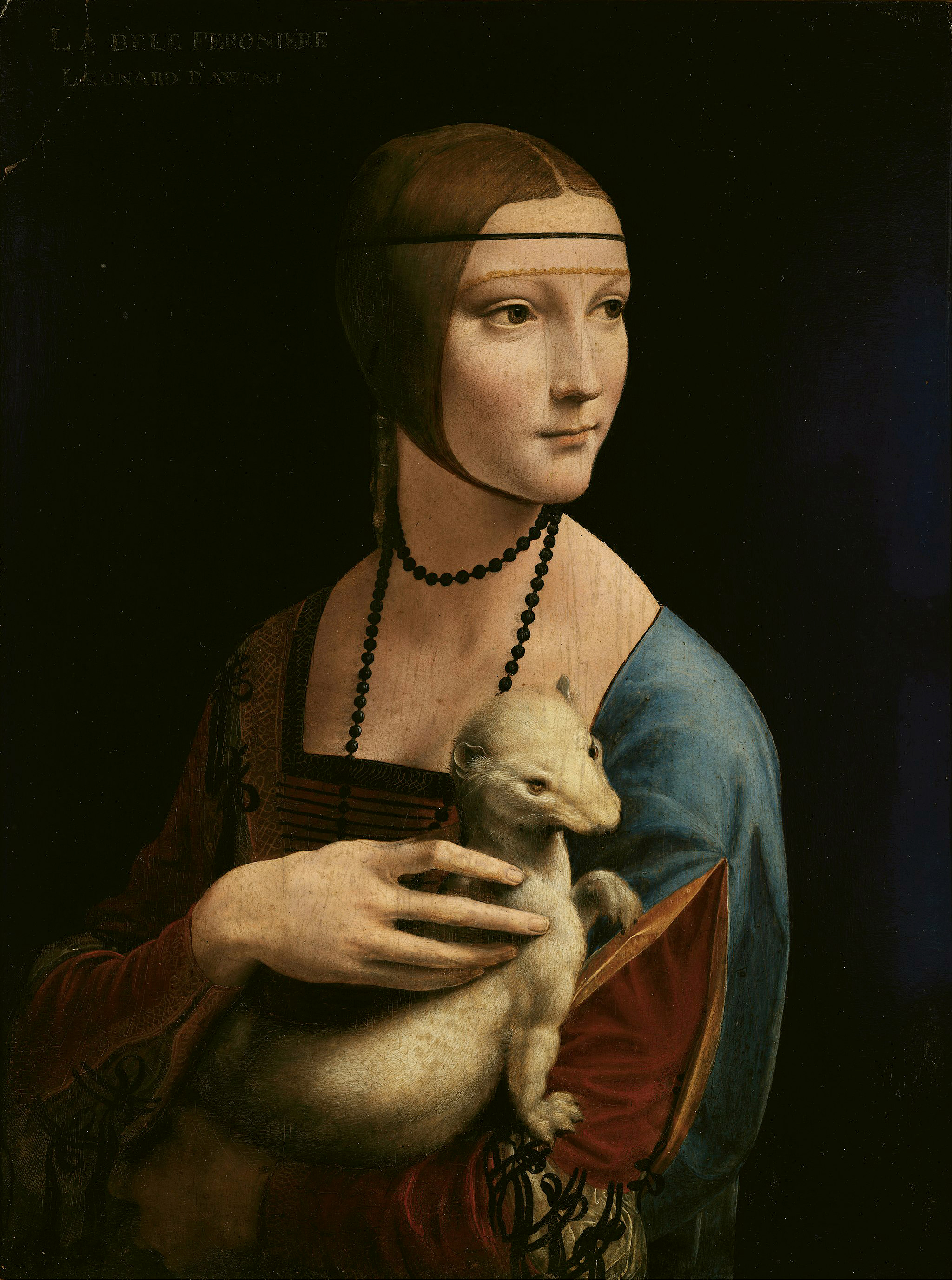
Dama con l'ermellino, ritratto della moglie Cecilia Gallerani ad opere di Leonardo da Vinci (oggi al Museo Czartoryski, Cracovia, Polonia)

Dopo il matrimonio, Ludovico andò a vivere con la moglie a Palazzo Carmagnola, edificio che il Moro aveva donato al figlio Cesare Sforza, avuto proprio dalla Gallerani. Qui la moglie, esperta in latino e poetessa, creò una sua piccola corte dove accolse intellettuali, studiosi e anche gli ambasciatori di Venezia nel 1496.
Benché il matrimonio fosse stato di comodo, esso generò comunque numerosi figli. Una lettera di Ludovico Carminati, conservata nell'archivio Gonzaga di Mantova e definita pornografica da Alessandro Luzio, narra delle imprese erotiche dei due coniugi, tanto imbruttiti dagli stravizi da non potersi reggere più in piedi.
Altra residenza dei coniugi fu la cosiddetta Villa Medici del Vascello a San Giovanni in Croce, della cui contea il Carminati era feudatario per eredità paterna. La moglie Cecilia fu anche in buoni rapporti e in contatto epistolare con Isabella d'Este, marchesa consorte di Mantova. Fu proprio dalla marchesa che Ludovico e la moglie trovarono protezione e asilo quando furono costretti a fuggire da Milano, in seguito alla caduta del Moro nel 1499, e fu sempre grazie a lei che i coniugi riuscirono a tornare in possesso dei propri beni una volta rientrati in patria.
Ludovico morì nel 1514 e venne presumibilmente seppellito nella Cappella Carminati della Chiesa di San Zavedro a San Giovanni in Croce (oggi provincia di Cremona, Italia). Gli succedette il figlio Giovan Pietro Carminati di Brembilla.

## Discendenza
Dall'unione matrimoniale del conte Ludovico Carminati di Brembilla con Cecilia Gallerani, sposata nel 1492, nacquero i seguenti figli:
- Giovan Pietro, successore del padre come conte di San Giovanni in Croce. Sposò Bona Monastirolo, figlia di Lucrezia Crivelli e del suo primo marito Giovanni Andrea da Monastirolo.[7]
- Girolamo.[8]
- Francesco, sposò nel 1534 Isabella Sforza (1503-1561), figlia naturale di Giovanni Sforza, signore di Pesaro e Gradara[9] e in seconde nozze Lodovica Secco[10]
- Ascanio.[8]
- Maria Felice, sposata con Anchise Visconti d'Aragona,[11] signore di Oleggio Castello.